# Trinka Trinka
Albums de Olivia
The Cloudy Dreamer
(2007)
Trinka Trinka est le 6e mini album de Olivia, sorti sous le label Cutting Edge le 17 février 2010 au Japon et le 17 février 2010 en Europe sous le nom Trinka Trinka +. Il atteint la 76e place du classement de l'Oricon, et reste classé pendant 1 semaine, pour un total de 1 747 exemplaires vendus.

## Liste des titres

### Album japonais
| 1. | Trinka Trinka       | Olivia Lufkin, Jeffrey Lufkin  | Olivia Lufkin                 | 4:22 |
| 2. | Rain                | Olivia Lufkin, Kawamura Masumi | Olivia Lufkin, Rui            | 4:28 |
| 3. | Because             | Tetsuhiko, Olivia Lufkin       | Olivia Lufkin                 | 5:19 |
| 4. | Collecting sparkles | Olivia Lufkin                  | Olivia Lufkin, Jeffrey Lufkin | 4:45 |
| 5. | Miss You            | Olivia Lufkin                  | Olivia Lufkin, Jeffrey Lufkin | 4:57 |
| 6. | Your Smile          | Olivia Lufkin, Kawamura Masumi | Olivia Lufkin                 | 4:46 |

| 1. | Rain |  |

### Album européen
| 1.  | Trinka Trinka                                   | Olivia Lufkin, Jeffrey Lufkin  | Olivia Lufkin                    | 4:22 |
| 2.  | Rain                                            | Olivia Lufkin, Kawamura Masumi | Olivia Lufkin, Rui               | 4:28 |
| 3.  | Because                                         | Tetsuhiko, Olivia Lufkin       | Olivia Lufkin                    | 5:19 |
| 4.  | Collecting sparkles                             | Olivia Lufkin                  | Olivia Lufkin, Jeffrey Lufkin    | 4:45 |
| 5.  | Miss You                                        | Olivia Lufkin                  | Olivia Lufkin, Jeffrey Lufkin    | 4:57 |
| 6.  | Your Smile                                      | Olivia Lufkin, Kawamura Masumi | Olivia Lufkin                    | 4:46 |
| 7.  | Sailing Free                                    | Olivia Lufkin, Kawamura Masumi | Olivia Lufkin, Inoran, H. Hayama | 5:02 |
| 8.  | Love Love Love                                  | Olivia Lufkin                  | Olivia Lufkin, Rui, kansei       | 6:01 |
| 9.  | Undress                                         | Olivia Lufkin                  | Olivia Lufkin, Rui, kansei       | 4:11 |
| 10. | If You Only Knew (World's End Girlfriend Remix) | Olivia Lufkin                  | World's End Girlfriend           | 8:52 |